# 葉夫根·馬洛列特卡
葉夫根·康斯坦丁诺维奇·马洛列特卡（羅馬化：Yevhen Kostiantynovych Malolietka；1987年3月1日—），烏克蘭记者、攝影師。在俄羅斯入侵烏克蘭期间报道了马里乌波尔围城战，特别是在當地拍摄了一张在俄軍空襲妇产医院事件中受伤妇女的照片，这张照片获得了世界年度新闻摄影奖。2023年，馬洛列特卡作为美联社烏克蘭戰爭报道团队的一员，获得了两项普利策奖，一项是連同姆斯季斯拉夫·切爾諾夫、瓦西里萨·斯特潘嫩科和洛里·辛南特（英語：Lori Hinnant）獲得的公共服务奖，另一项是與菲利佩·達納、埃米利奧·莫雷納蒂、羅德里戈·阿布德、纳里曼·埃尔莫夫蒂（Nariman El-Mofty）、瓦迪姆·吉尔达（Vadim Ghirda）和伯纳德·阿曼格（Bernard Armangue）獲得的普立茲突發新聞攝影獎。

## 早年生活和教育
叶夫根·康斯坦丁诺维奇·马洛列特卡出生于别尔江斯克。他在基辅理工学院学习电子学，并于2010年毕业。

## 生活和工作
2009 年，他开始担任乌克兰独立新闻社的专职摄影师。后来，他以自由职业者的身份与美联社、半岛电视台和明镜周刊等合作。